# Station Liebstadt
Station Liebstadt was een spoorwegstation in de Poolse plaats Miłakowo. Voor 1945 heette deze plaats Liebstadt en lag het in het voormalige Oost-Pruisen. Het station lag aan de in 1945 opgebroken lijn van Wormditt (Orneta) naar Mohrungen (Morąg).